# أبو بكر غومي
الشيخ أبو بكر محمود غومي (1924 ـ 1992) هو عالم دين إسلامي. كان زعيمًا للحركة السلفية في نيجيريا، وشغل منصب قاضي قضاة المنطقة الشمالية بنيجيريا في الفترة من سنة 1962 إلى أن ألغي المنصب سنة 1967، وقام أثناء ذلك بتطبيق قوانين الشريعة الإسلامية في المنطقة. كان على علاقة بالزعيم السياسي أحمدو بلو، الذي كان رئيسًا لوزراء المنطقة في خمسينيات وستينيات القرن العشرين.
ترجم معاني القرآن الكريم إلى لغة الهوسا، وحصل على جائزة الملك فيصل العالمية في مجال خدمة الإسلام سنة 1987.
كان عضوًا في المجلس الأعلى العالمي لشؤون المساجد، والمجمع الفقهي في مكة، ومجمع البحوث الإسلامية في القاهرة، والمجلس الأعلى للجامعة الإسلامية في المدينة المنورة، وعضواً مؤسساً لرابطة العالم الإسلامي، وجماعة أحمدو بللو، ومجلس كبار العلماء في نيجيريا، ورئيس مجلس مركز التعليم التربوي النيجيري.

## من مؤلفاته
- ترجمة معاني القرآن الكريم إلى لغة الهوسا.[1]
- العقيدة الصّحيحة بموافقة الشريعة.[1]
- رد الأذهان إلى معاني القرآن.[1]